# Cyrtorhyssa mesopyrrha
Cyrtorhyssa mesopyrrha är en stekelart som först beskrevs av Alexander Mocsáry 1905.
Cyrtorhyssa mesopyrrha ingår i släktet Cyrtorhyssa och familjen brokparasitsteklar. Inga underarter finns listade i Catalogue of Life.